# Cyatholipus
Cyatholipus is een geslacht van spinnen uit de  familie van de Cyatholipidae.

## Soorten
- Cyatholipus avus Griswold, 1987
- Cyatholipus hirsutissimus Simon, 1894
- Cyatholipus icubatus Griswold, 1987
- Cyatholipus isolatus Griswold, 1987
- Cyatholipus quadrimaculatus Simon, 1894
- Cyatholipus tortilis Griswold, 1987